# 若纳唐·博莱
若纳唐·博莱（法語：Jonathan Borlée，1988年2月22日—）生于沃吕韦-圣朗贝尔，是一名比利时男子田径运动员，主攻400米项目。他的姐姐奥利维娅、两位弟弟凯万和迪伦同样都是主攻短距离赛跑的田径选手。四人的父亲雅克（Jacques）也曾是一名短跑选手，自四人各自开始接触田径项目以来便担任他们的教练。